# Oostelijke gorilla
De oostelijke gorilla (Gorilla beringei) is een van de twee soorten gorilla's en de grootste hedendaagse primatensoort. Er zijn twee ondersoorten; de berggorilla en de oostelijke laaglandgorilla - ook Grauers gorilla genoemd. 

## Beschrijving
De oostelijke gorilla is een grote mensaap met een grote kop, breed lichaam en armen die veel langer zijn dan de benen. De platte neus heeft grote neusgaten. Het gezicht, de handen, voeten en borst zijn kaal en zwart van kleur. Ook de vacht is voornamelijk zwart van kleur. Volwassen mannetjes hebben een zilverkleurig "zadel" op de rug en oudere mannetjes hebben een grijzere vacht. Daarom wordt het dominante oudste mannetje ook wel "zilverrug" genoemd. De laaglandgorilla's hebben een kortere, dichtere en zwarte vacht, de berggorilla's een langere, ruigere en meer blauwige vacht. Mannetjes zijn veel groter dan vrouwtjes. De lichaamslengte bedraagt 1,3 tot 1,9 meter en het gewicht 68 tot 210 kg. Het dier heeft geen staart.

## Verspreiding
De oostelijke gorilla leeft in de laagland- en bergregenwouden en de subalpiene wouden van het oosten van Congo-Kinshasa, het zuidwesten van Oeganda en in Rwanda, in een driehoek tussen de Lualabarivier, het Edwardmeer en het Tanganyikameer. De oostelijke gorilla heeft een voorkeur voor gebieden met een dichte kruidlaag.

## Leefwijze
De oostelijke gorilla leeft in kleine familiegroepjes, maximaal 37 dieren, bestaande uit een dominant mannetje, de zilverrug, enkele verwante vrouwtjes en hun nakomelingen en soms enkele ondergeschikte volwassen mannetjes. Een groep bestrijkt een gebied van 400 tot 800 hectare. De oostelijke gorilla is niet territoriaal en het woongebied van een groep gorilla's overlapt meestal met dat van andere groepen. Hij is overdag actief en leeft van plantaardig voedsel als vruchten, bladeren, stengels en jonge loten, vooral merg uit bamboestengels. Ook wortels, boombast, paddenstoelen en mieren staan op zijn menu. De mieren moeten vlug worden doorgeslikt voordat deze kunnen bijten. Een groot gedeelte van de dag wordt besteed aan het zoeken van voedsel en met rusten. 's Avonds zoekt de groep een rustplaats, waarbij de mannetjes op de grond slapen en de vrouwtjes in een boomnest, samen met hun jongen.

## Classificatie
Er zijn minstens twee ondersoorten: de berggorilla (Gorilla beringei beringei) uit de vulkaanhellingen van Rwanda, Oeganda en oostelijk Congo-Kinshasa en de oostelijke laaglandgorilla (Gorilla beringei graueri) uit de laaglanden van de oostelijke Congo en Oeganda.
Tot vrij recent werden de oostelijke laaglandgorilla en de berggorilla beschouwd als twee van de drie ondersoorten van één soort, de gorilla (Gorilla gorilla). Genetisch onderzoek wees echter uit dat de twee oostelijke ondersoorten veel nauwer aan elkaar verwant zijn dan aan de westelijke ondersoort, de westelijke laaglandgorilla (Gorilla gorilla gorilla), en dat een aparte soortstatus gerechtvaardigd is. De twee oostelijke ondersoorten worden nu samen in de soort Gorilla beringei geplaatst, de westelijke laaglandgorilla en de recentelijk erkende Cross Rivergorilla (Gorilla gorilla diehli) worden nu in de soort Gorilla gorilla geplaatst, de westelijke gorilla.

## Relatie met de mens
Van de twee gorillasoorten is de oostelijke gorilla het meest bedreigd. Vooral de jacht voor bushmeat en de vernietiging van het leefgebied voor houtwinning en ontwikkeling van landbouwgebieden en nederzettingen vormt een grote bedreiging voor de soort. In nationale parken waar berggorilla's voorkomen vormen expedities naar berggorilla's, onder leiding van een gids, een belangrijke toeristische attractie. Dit biedt zowel voordelen (financieel, bewustwording) als nadelen (verstoring van de gorilla's in hun natuurlijke gedrag) voor de bescherming van de gorilla's.
Anders dan de westelijke laaglandgorilla wordt de oostelijke gorilla zelden aangetroffen in gevangenschap. De Antwerpse Zoo is mogelijk de enige westerse dierentuin die oostelijke laaglandgorilla's houdt (één ouder vrouwtje), de berggorilla wordt al helemaal niet gehouden.

## Machtsvertoon
Laat een aanvaller zich met grommen niet verjagen, dan gaat het mannetje luid toeterend rechtop staan en slaat hij met holle handpalmen op de borst. Ook gooit hij met uitgerukte planten. Heeft dat ook geen effect, dan valt hij brullend aan, slaat of gooit de indringer omver en bijt hem.

## Voortplanting
De dominante zilverrug is meestal de vader van de jongen in een groep. Hij trekt de aandacht van de vruchtbare vrouwtjes door te brullen, het slaan op de borst, het platstampen van planten en in de lucht te schoppen. Vrouwtjes blijven meestal hun hele leven bij de vader van hun eerste jong. Jongen blijven bij de moeder totdat deze opnieuw een jong krijgt (meestal na vier jaar).

## Taxonomie
- Soort: Gorilla beringei (Oostelijke gorilla)
  - Ondersoort: Gorilla beringei beringei (Berggorilla)
  -  Ondersoort: Gorilla beringei graueri (Oostelijke laaglandgorilla)